# بوتري إندونيسيا 2019
بوتري إندونيسيا 2019 هي نسخة الثالثة والعشرون في تاريخ مسابقة بوتري إندونيسيا منذ انطلاقتها عام 1992، أقيمت مسابقة في 8 مارس 2019 (اليوم العالمي للمرأة) في مركز جاكرتا للمؤتمرات في جاكرتا، إندونيسيا. في نهاية الحدث توجت فريدريكا أليكسيس كول من جاكرتا، من قبل ملكة السابقة سونيا فيرجينا سيترا من بانغكا بليتونغ، ولتمثل بلدها إندونيسيا في مسابقة ملكة جمال الكون 2019. تتوج المسابقة أيضًا الأخرى ألقاب لتمثيل إندونيسيا في المسابقات الدولية الكبرى. فيما توجت جوليان ماري تشولوك روتنسولو من سولاوسي الشمالية بلقب ملكة جمال إندونيسيا الدولية 2019 من قبل بوتري إندونيسيا لينكونان 2018، فانيا فيتريانتي هيرلامبانغ، لتمثل هي الأخرى بلدها إندونيسيا في مسابقة ملكة جمال الدولية 2019. أيضا توجت جيسيكا فيتريانا مارتاساري من جاوة الغربية بصفتها ملكة جمال إندونيسيا سوبرناشونال 2019 من قبل وايلد اوكتافيانا سيتونغكير حاملة لقب بوتري إندونيسيا باريويزاتا 2018، لتمثل إندونيسيا في ملكة جمال سوبرناشونال 2019.

## النتائج

### المراكز النهائية
| النتائج النهائية                                             | المتنافسة |
| ------------------------------------------------------------ | --- |
| بوتري إندونيسيا (ملكة جمال إندونيسيا)                        | - منطقة العاصمة الخاصة الأولى - فريدريكا أليكسيس كول |
| بوتيري إندونيسيا لينكونان (ملكة جمال إندونيسيا العالمية)     | - سولاوسي الشمالية - جولين ماري شولوك روتنسولو |
| بوتري إندونيسيا باريويزاتا (ملكة جمال إندونيسيا سوبرناشونال) | - جاوة الغربية - جيسيكا فيتريانا مارتاساري |
| أفضل 6                                                       | - الوصيفة الثالثة · سومطرة الغربية - أنيسة فيتريانا - الوصيفة الرابعة · سومطرة الجنوبية - هيلفاندا هيرمان - الوصيفة الخامسة · نوسا تنقارا الشرقية - ماريا هوستيانا                                     |
| أفضل 11                                                      | - منطقة العاصمة الخاصة الثانية - أجاثا أوريليا - سومطرة الشمالية - أنوشكا بهولر § - جزر رياو - ليسي جوانا جون سين - سولاوسي الجنوبية الشرقية - وا اودا اميليا نادين - كالمنتان الغربية - كارينا سياهنا |